# Valência de Alcântara (comarca)
A Comarca de Valência de Alcântara (em castelhano: Valencia de Alcántara) é uma comarca raiana da Espanha, situada na extremidade ocidental da província de Cáceres, Estremadura, situada no extremo ocidental da província de Cáceres, comunidade autónoma da Estremadura.
A mancomunidade (entidade intermunicipal) correspondente aproximadamente à comarca tradicional tem o nome de Mancomunidade da Serra de São Pedro (Mancomunidad de Sierra de San Pedro), cuja sede administrativa é em Valência de Alcântara. Além dos municípios da comarca de Valência de Alcântara, também pertence à mancomunidade San Vicente de Alcántara, da província de Badajoz.
A comarca propriamente dita tem 1 380,9 km² de área e em 2019 tinha 8 333 habitantes (densidade: 6 hab./km²). A Mancomunidade da Serra de São Pedro tem 1 656,2 km² e em 2019 tinha 13 741 habitantes (densidade: 8,3 hab./km²).

## Municípios da comarca
| Município             | Área (km²) | População (2021) | Densidade (hab./km²) |
| --------------------- | ---------- | ---------------- | -------------------- |
| Carbajo               | 28,1       | 198              | 7                    |
| Cedillo               | 61,6       | 424              | 6,9                  |
| Herrera de Alcántara  | 121,6      | 230              | 1,9                  |
| Herreruela            | 113,7      | 329              | 2,9                  |
| Membrío               | 207,7      | 587              | 2,8                  |
| Salorino              | 157,7      | 566              | 3,6                  |
| Santiago de Alcântara | 95,7       | 488              | 5,1                  |
| Valência de Alcântara | 594,8      | 5 325            | 9                    |

San Vicente de Alcántara, que embora não faça parte da comarca, integra a Mancomunidade da Serra de São Pedro, tem 275,3 km² de área e em 2021 tinha 5 340 habitantes (densidade: 19,4 hab./km²).